# Matthew Perry
 Der er flere personer med dette navn, se Matthew Perry (flertydig).
 Der er for få eller ingen kildehenvisninger i denne artikel, hvilket er et problem. Du kan hjælpe ved at angive troværdige kilder til de påstande, som fremføres i artiklen.

Matthew Langford Perry (født 19. august 1969 i Williamstown, Massachusetts, død 28. oktober 2023 i Los Angeles, Californien) var en canadisk-amerikansk komiker og Emmy- og Golden Globe-nomineret skuespiller. Han var bedst kendt for sin rolle som Chandler Bing i den populære komedieserie Venner. Han var nomineret til både en Emmy og en Golden Globe for rollen som Ron Clark i The Ron Clark Story.

## Opvækst
Perrys mor, Suzanne Marie Morrison (pigenavn Langford), var canadisk journalist og tidligere pressesekretær for den canadiske premierminster Pierre Trudeau, og hans far, John Bennett Perry, var amerikansk skuespiller og tidligere model.
Hans forældre blev skilt før hans 1-års fødselsdag, og hans mor blev siden gift med journalisten Keith Morrison. Perry blev boende hos sin mor i Ottawa. Under sin opvækst var Perry en ivrig tennisspiller og lå højt på ranglisten i junior-rækken. Han gik på Rockcliffe Park Public School, Lisgar Collegiate Institute og på Ashbury College.

## Karriere

### 1980'erne
Perry flyttede fra Ottawa til Los Angeles for at forfølge sin drøm om at blive skuespiller. Han gik på The Buckley School i Sherman Oaks, og mens han gik her, var han med i Our Town i rollen som George Gibs, og han var også med som junior-producer på The Miracle Worker.[kilde mangler] Patty Duke var med og roste den unge Perrys overbevisende rolle som Helens bror, Jimmy. Han var også med The Sound of Music som lille. Som 16-17 årig havde instruktøren Tim Hillman planlagt en production af The Elephant Man, specielt for at få Perry i hovedrollen som John Merrick, sammen med Vanessa Smith, og den senere kendte skuespillerinde fra Les Miserables Lisa Capps. Han fik sit professionelle gennembrud som 18-årig.
Da han blev castet til filmen A Night in the Life of Jimmy Reardon, trak Perry sig fra rollen i The Elephant Man, og hans high school skuespilkarriere sluttede.
Perry stræbte også efter at blive komiker, så han var med i LA Connection i Sherman Oaks, mens han stadig gik i high school, hvor han hurtigt blev populær.
Efter nogle gæstemedvirkende roller sidst i 80'erne, var det hans intention at gå på University of Southern California, men så blev han tilbudt hovedrollen som Chazz Russell i serien Second Chance. Da serien havde premiere i 1987, medvirkede Perry sammen med Kiel Martin, og efter 13 episoder skiftede serien navn fra Second Chance til Boys Will Be Boys. Serien havde igen fokus på Chazz og hans teenagevenner, men efter navneskiftet kørte showet dog kun en enkelt sæson.
Det endte med, at Perry blev i Los Angeles og havde gæsteroller i Growings Pains og i Beverly Hills 90210 som Brandon Walshs ven, Roger Azarian.

### 1990'erne
I starten af 90'erne prøvede Perry at sikre en audition til forsøgsudsendelsen Six of One, senere kendt som Venner (Friends), af Martha Kauffman og David Crane, med hvem han begge havde arbejdet sammen med i tv-serien Dream On. På grund af tidligere samarbejde med forsøgsudsendelsen LAX 2194 var han alligevel lidt tøvende med hensyn til auditionen til Venner, men da han fik læst manuskriptet til serien, fik han den rolle, hanvarmest kendt for, Chandler Bing.
Serien var et stort skridt fremad for Perry, der sammen med de andre medvirkende fik genvundet en masse seere. Samtidig med serien var Perry med i film som Fools Rush In, sammen med sin far, John Bennett Perry og Selma Hayek, Three to Tango, Ni Fod Under (The Whole Nine Yards) med Bruce Willis og dens efterfølger Ti Fod Under (The Whole Ten Yards) og Serving Sara.

### 2000'erne
I 00'erne var Perry mest kendt for sine komiske roller, særligt hans skildring af Det Hvide Hus' forbundsrådmand Joe Quincy i Aaron Sorkins tv-serie The West Wing. Han medvirkede tre gange i serien (to gange i 4. sæson og en gang i 5.), hvilket gav ham to Emmy-nomineringer i kategorien: Outstanding Guest Actor in a Drama Series, i 2003 og i 2004. Han var også med i to episoder af Ally McBeal, som advokat Todd Merrick, i seriens 5. sæson.
Da Venner sluttede, fik Perry sin debut som instruktør i en episode, i 4. sæson, i Bill Lawrences sitcom Scrubs, hvor han selv gæstemedvirker som Murray Mark, en operatør i en lille lufthavns traffikkontrol. Murray bliver bedt om at give sin ene nyre til sin far Gregory, spillet af Perrys egen far John Bennett Perry.
Perry spillede hovedrollen i TNT-filmen: The Ron Clark Story,som havde premiere den 13. august 2006. Perry spiller Ron Clark, en landsbyskolelærer, der bliver overflyttet til den hårdeste klasse i landet.
Han fik både en Golden Globe- og en Emmy-nominering for sit skuespil.
I 2006-2007 var Perry med i Aaron Sorkins time-lange drama Studio 60 on the Sunset Strip. Perry spiller Matt Albie, sammen med Bradley Whitfords Danny Tripp, en skriver-instruktør duo, hentet til for at hjælpe et faldende sketch show. Perrys rolle skulle overvejende være baseret på Sorkins egne oplevelser, særligt på tv.
I 2006 begyndte Perry på indspilningen af filmen Numb - et komediedrama om en kronisk deprimeret forfatter.
Han har også optrådt i David Mamet's Sexual Perversity in Chicago i London.
I 2008 var Perry med i filmen 17 Again - en komedie om en mand på 36 år, der en dag vågner op og opdager, at hanvar17 år igen. DetvarZac Efron, der spiller Perry som 17-årig.
Den 11. september 2012 havde tv-serien Go On præmiere på den amerikanske tv-kanal NBC, hvor Perry spiller hovedrollen som en nybagt enkemand, der modvilligt finder trøst i en støttegruppe.

## Privat
Perry havde statsborgerskab i både Canada og Amerika. Han var fan af Ottawa Senators, New England Patriots og Boston Red Sox.

### Alkohol- og medicinafhængighed
Perry blev som ung afhængig af alkohol, fordi det fik ham til at føle sig selvsikker overfor sine omgivelser, men da alkoholen efter nogle års misbrug begyndte at kunne lugtes ud af hans krop, skiftede han ifølge eget udsagn alkoholen ud med receptpligtig medicin, og han blev efter kort tid afhængig af det smertedæmpende middel Vicodin - et vidt udbredt receptpligtigt præparat i Hollywood.
I 2000 blev Perry hospitalsindlagt med kronisk betændelse i bugspytkirtlen som en konsekvens af sit Vicodin-misbrug. På det tidspunkt havde han tabt ca. 20 kilo, hvilket tydeligt kunne ses i 7. sæson af Venner, som startede med en fortsættelse af 6. sæsons sidste afsnit. "Pills became my drug of choice," forklarer Perry i dokumentarfilmen "The Big Lie: American Addict" fra 2016, hvori det fremgår, at han på et tidspunkt tog 55 Vicodin-piller om dagen.
Under optagelserne til Serving Sara kom Perry på afvænning. Optagelserne var på pause i de 13 dage, det tog Perry at blive rask nok til at fortsætte. Optagelserne til Venner var arrangeret sådan, at de scener, hvor Perrys karakter - Chandler - var med, blev optaget til sidst. Hans bedring kunne tydeligt kunne ses i Serving Sara.

## Død
Den 28. oktober 2023 blev Perry fundet død i sit spabad i hjemmet i Los Angeles, kun 54 år gammel. En efterfølgende obduktion viste at han døde af bedøvelsesmidlet ketamin der også kan bruges som rusmiddel.

## Filmografi

### Film
| År   | Titel                                | Rolle                    | Bemærkninger                    |
| ---- | ------------------------------------ | ------------------------ | ------------------------------- |
| 1988 | Dance Til Dawn                       | Roger                    | Tv-film                         |
| 1988 | A Night in the Life of Jimmy Reardon | Fred Roberts             | Krediteret som Matthew L. Perry |
| 1989 | She's Out of Control                 | Timothy                  | Krediteret som Matthew L. Perry |
| 1990 | Call Me Anna                         | Desi Arnaz, Jr.          | Tv-film                         |
| 1993 | Deadly Relations                     | George Westerfield       | Tv-film                         |
| 1994 | Getting In                           | Randall Burns            |                                 |
| 1994 | Parallel Lives                       | Willie Morrison          | Tv-film                         |
| 1997 | Fools Rush In                        | Alex Whitman             |                                 |
| 1998 | Almost Heroes                        | Leslie Edwards           |                                 |
| 1999 | Three to Tango                       | Oscar Novak              |                                 |
| 2000 | Ni Fod Under / The Whole Nine Yards  | Nicholas 'Oz' Oseransky  |                                 |
| 2000 | Disney's The Kid                     | Mr. Vivian               | Ukrediteret                     |
| 2002 | Serving Sara                         | Joe Tyler                |                                 |
| 2004 | Ti Fod Under / The Whole Ten Yards   | Nicholas 'Oz' Oseransky  |                                 |
| 2005 | Hoosiers II: Senior Year             | Træner Norman Dale Jr.   |                                 |
| 2006 | The Ron Clark Story                  | Ron Clark                | Tv-film                         |
| 2008 | Numb                                 | Hudson                   | Medproducer                     |
| 2008 | Birds of America                     | Morrie                   |                                 |
| 2008 | The Beginning of Wisdom              | Del                      |                                 |
| 2009 | 17 Again                             | Mike O' Donnell (voksen) | Zac Efron som ung Mike          |

### Tv
| År        | Titel                             | Rolle                | Bemærkninger                                                  |
| --------- | --------------------------------- | -------------------- | ------------------------------------------------------------- |
| 1979      | 240-Robert                        | Arthur               | Afsnit 1.6: "Bank Job"                                        |
| 1983      | Not Necessarily the News          | Bob                  | Afsnit 1.10: "Audrie in Love"                                 |
| 1985      | Charles in Charge                 | Ed Stanley           | Afsnit 1.20: "The Wrong Guy" Krediteret som Matthew L. Perry  |
| 1986      | Silver Spoons                     | Davey                | Afsnit 5.6: "Rick Moves Out"                                  |
| 1987–1988 | Second Chance (Boys Will Be Boys) | Chazz Russell        | Hovedrolleindehaver: Medvirkede i alle 21 afsnit              |
| 1988      | Just the Ten of Us                | Ed                   | Afsnit 2.4: "The Dinner Test" Krediteret som Matthew L. Perry |
| 1988      | Highway to Heaven                 | David Hastings       | Afsnit 5.2: "Hello and Farewell"                              |
| 1989      | Empty Nest                        | Bill som 18-årig     | Afsnit 1.21: "A Life in the Day"                              |
| 1989      | Growing Pains                     | Sandy                | Medvirkede i 3 afsnit                                         |
| 1990      | Sydney                            | Billy Kells          | Medvirkede i 13 afsnit                                        |
| 1990      | Who's the Boss?                   | Benjamin Dawson      | Afsnit 7.8: "Roomies"                                         |
| 1991      | Beverly Hills, 90210              | Roger Azarian        | Afsnit 1.18: "April Is the Cruelest Month"                    |
| 1992      | Sibs                              | Ukendt               | Afsnit 1.18: "What Makes Lily Run?"                           |
| 1992      | Dream On                          | Alex                 | Afsnit 3.23: "To the Moon, Alex!"                             |
| 1993      | Home Free                         | Matt Bailey          | Hovedrolleindehaver; Medvirkede i alle 13 afsnit              |
| 1994      | L.A.X. 2194                       | Blaine               | Pilot-afsnit                                                  |
| 1994–2004 | Venner                            | Chandler Bing        | Hovedrolleindehaver                                           |
| 1995      | The John Larroquette Show         | Steven               | Afsnit 2.21: "Rachel Redux"                                   |
| 1995      | Caroline in the City              | Chandler Bing        | Afsnit 1.6: "Caroline and the Folks"                          |
| 2001      | The Simpsons                      | Matthew Perry        | Afsnit 13.1: "Treehouse of Horror XII"                        |
| 2002      | Ally McBeal                       | Advokat Todd Merrick | Afsnittene 5.16 og 5.17: "Love Is All Around" del 1 & 2       |
| 2003      | The West Wing                     | Joe Quincy           | Medvirkede i 3 afsnit                                         |
| 2004      | Scrubs                            | Murray Marks         | Afsnit 4.11: "My Unicorn", også som instruktør                |
| 2006–2007 | Studio 60 on the Sunset Strip     | Matt Albie           | Medvirkede i alle 22 afsnit, bortset fra "The Disaster Show"  |
| 2011      | Mr. Sunshine                      | Ben                  | Medskaber                                                     |

## Spil
| År   | Titel              | Rolle/stemme |
| ---- | ------------------ | ------------ |
| 2010 | Fallout: New Vegas | Benny        |

## Priser & nomineringer
Emmy Awards
- 2007: Nomineret: "Outstanding Lead Actor in a Miniseries or Movie" for En Lektie For Livet/The Ron Clark Story.
- 2004: Nomineret: "Outstanding Guest Actor in a Drama Series" for The West Wing
- 2003: Nomineret: "Outstanding Guest Actor in a Drama Series" for The West Wing.
- 2002: Nomineret: "Outstanding Lead Actor in a Comedy Series" for Venner.

Golden Globes
2007: Nomineret: "Best Performance by an Actor in a Mini-Series or a Motion Picture Made for Television" for The Ron Clark Story.
American Comedy Awards
1996: Nomineret: "Funniest Supporting Male Performer in a TV Series" for Venner – Delt med David Schwimmer
Kids' Choice Awards
- 2002: Nomineret: "Favorite Television Actor" for Venner.

Satellite Awards
- 2006: Nomineret: "Best Actor in a Series, Drama" for Studio 60 on the Sunset Strip.

Screen Actors Guild Awards
- 2007 Nomineret: "Outstanding Performance by a Male Actor in a Television Movie or Miniseries" for The Ron Clark Story.
- 1999-2004: Nomineret: "Outstanding Performance by an Ensemble in a Comedy Series" for Venner – Nomineret for alle 6 år delt med hele castet

TV Guide Awards
- 2000: Vandt: "Editor's Choice" for Venner – Delt med hele castet, Jane Sibbett og John Christopher Allen

TV Land Awards
- 2006 Nomineret: "Most Wonderful Wedding" for Venner – Delt med Courteney Cox

Teen Choice Awards
- 2004: Nomineret: "Choice TV Actor – Comedy" for Venner.